# Fritillaria chlororhabdota
Fritillaria chlororhabdota är en liljeväxtart som beskrevs av Bakhshi Khan. Fritillaria chlororhabdota ingår i Klockliljesläktet och i familjen liljeväxter.
Artens utbredningsområde är Iran. Inga underarter finns listade.